# 莱蒙托沃村委员会
莱蒙托沃村委员会（俄语：Лермонтовский сельсовет）是俄罗斯联邦阿穆尔州谢雷舍沃区所属的一个村委员会。其下辖有6个居民点，行政中心为莱蒙托沃。据2016年统计，该村委员会的人口为690人。